# Zvěřínecký potok
Zvěřínecký potok je menší vodní tok ve Středolabské tabuli, pravostranný přítok Výrovky v okrese Nymburk ve Středočeském kraji. Délka toku měří 3,46 km, plocha povodí činí 1,33 km².

## Průběh toku
Potok pramení v poli severně od Pískové Lhoty, severozápadně od Přední Lhoty v nadmořské výšce 187 metrů. Potok z jižní strany obtéká vyvýšeninu Okrouhlík (189 m). Potok v celé své délce sleduje severozápadní směr. Potok tvoří jižní okraj zástavby obce Hořátev, v centrální části obce zástavba dokonce potok překračuje. Kolem potoka stojí dva chráněné památné duby letní. V západní části Hořátve je potok v části své délky zatrubněn, neboť protéká hořátevským technologickým parkem, zároveň křižuje železniční trať č. 060 Poříčany–Nymburk. V blízkosti Kopanického mlýna východně od Zvěřínka se v nadmořské výšce 182 metrů Zvěřínecký potok zprava vlévá do Výrovky.